# Sappi
Sappi (South African Pulp & Paper Industry) is een internationaal opererend bedrijf met papier- en pulpfabrieken in Zuid-Afrika, de Verenigde Staten en West-Europa. Het bedrijf is in 1936 in Zuid-Afrika opgericht en heeft zijn hoofdkantoor in Johannesburg. Het is ’s werelds grootste producent van houtvrij gestreken papier.

## Activiteiten
Sappi is een grote producent van duurdere papiersoorten, pulp en hout. Het verkoopvolume is zo'n zeven miljoen ton per jaar, waarvan de helft papier, een kwart pulp en de rest van de omzet is afkomstig van hout en andere bosproducten. De jaaromzet was bijna zes miljard dollar in 2023. Het bedrijf telde in 2023 ruim 12.000 medewerkers, waarvan 5400 in Europa. Naast Europa is Sappi actief in Zuid-Afrika en Noord-Amerika. Vanuit Zuid-Afrika en Europa wordt ook veel geëxporteerd naar onder andere Azië. In Europa staan 10 fabrieken, in de Verenigde Staten vier en in Zuid-Afrika vijf. De onderneming kampt met forse concurrentie en heeft daarom fabrieken gesloten om de efficiëntie te verbeteren.
Het bedrijf is beursgenoteerd en de hoofdnotering is op de Johannesburg Securities Exchange (JSE) en verder worden de aandelen verhandeld op de New York Stock Exchange. De handel in aandelen is op de JSE veel groter dan in New York. Het heeft een gebroken boekjaar dat per 30 september afloopt.

### Europa

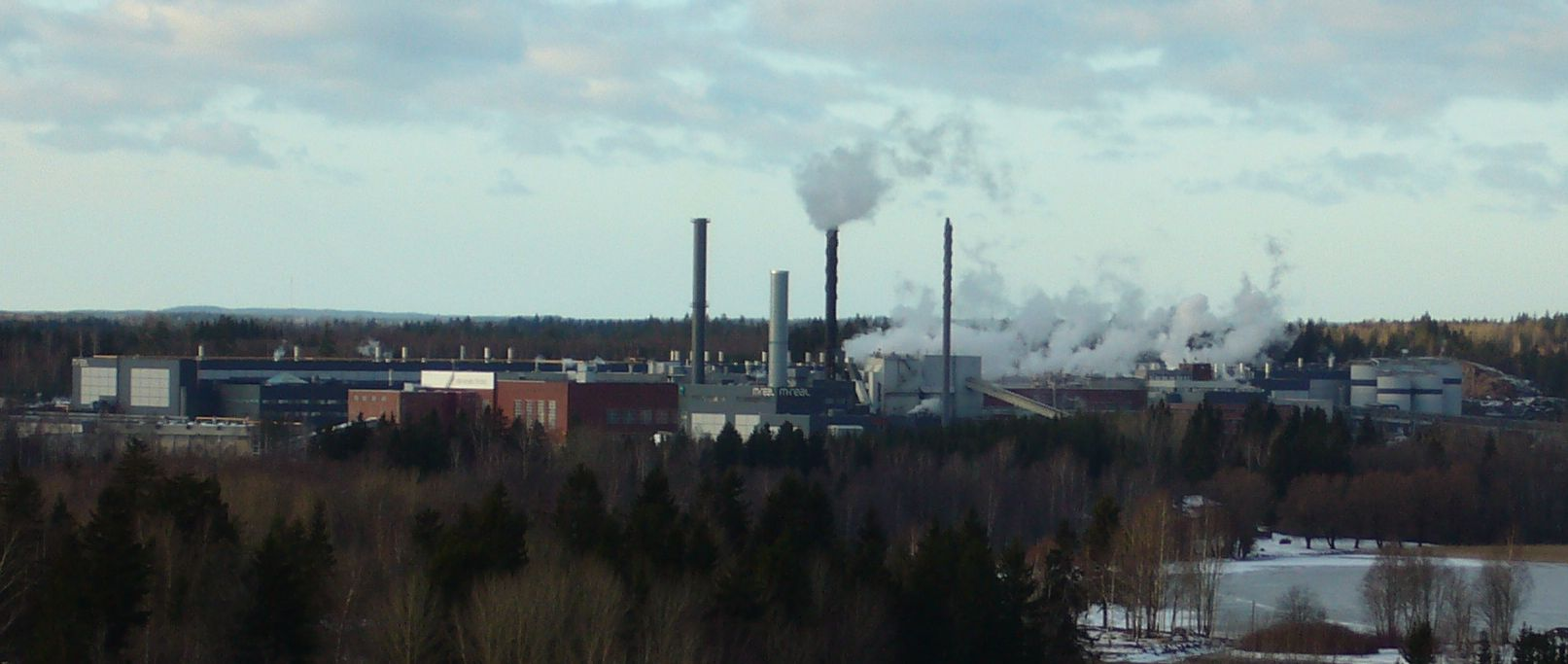
Sappipapierfabriek in Kikniemi, Finland

Sappi Europa is goed voor de helft van de productie van Sappi wereldwijd. Het hoofdkantoor van Sappi Europa is in Brussel. De Nederlandse en Belgische tak van Sappi bestaat/bestond uit fabrieken van het in 1997 aangekochte KNP-Leykam (de papierproductieactiviteiten van KNP-BT).
Sappi heeft in Europa papierfabrieken in Duitsland in Alfeld aan de Leine, Ehingen aan de Donau en Stockstadt am Main, in Oostenrijk in Gratkorn aan de Mur, in Finland in Kirkniemi (gemeente Lohja) aan het Lohjanjärvi meer en in Nederland in Maastricht aan de Maas. In 2010 werd de fabriek in Kangasniemi (Finland) afgestoten, in 2011 volgde de fabriek in Biberist (Zwitserland), in 2014 de fabriek in Nijmegen en in 2024 de fabriek in Lanaken.

#### Fabriek Maastricht

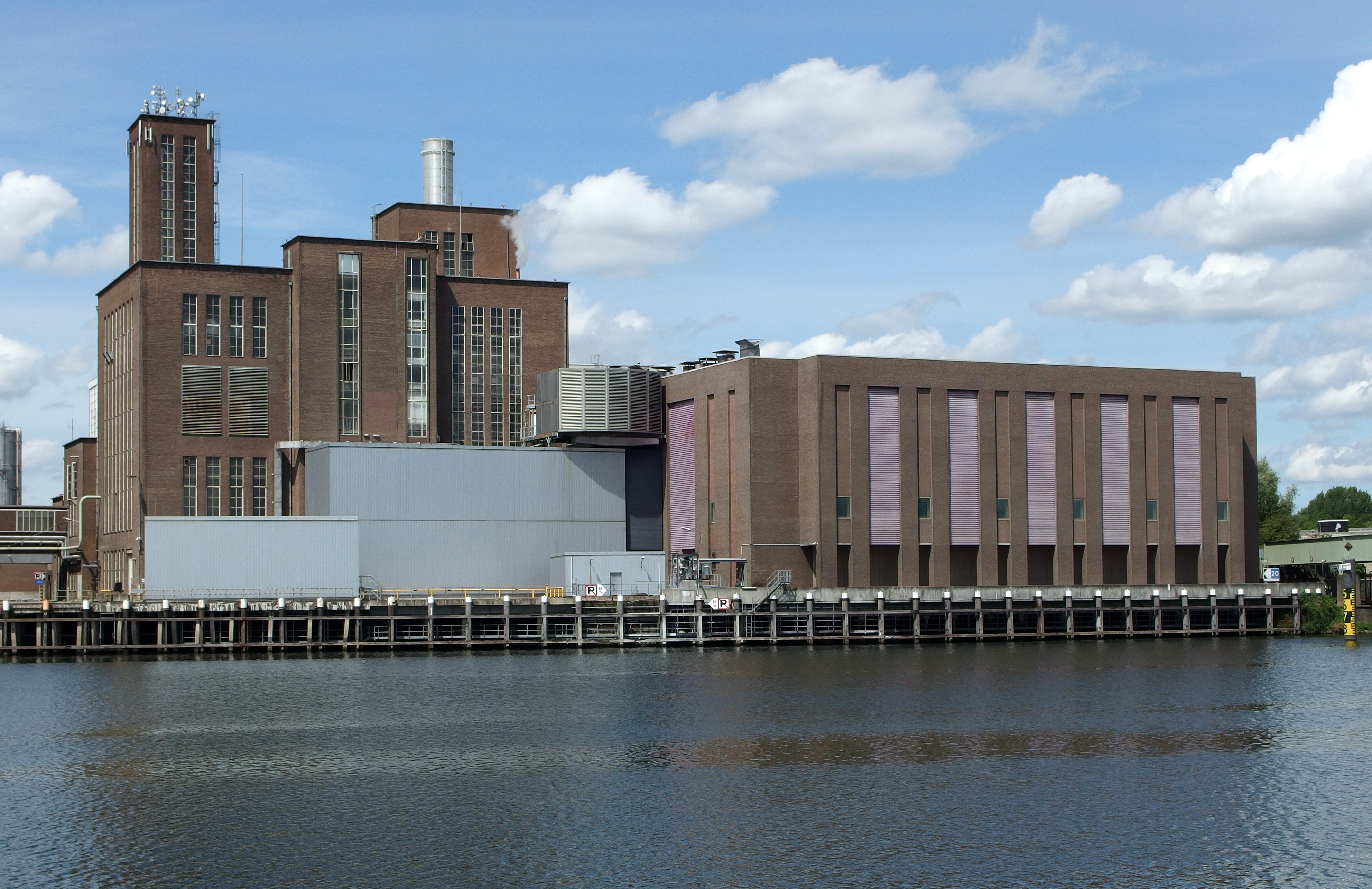
De papierfabriek in Maastricht, sinds 1997 onderdeel van Sappi

In de fabriek in Maastricht werd sinds 1850 papier gemaakt, nader beschreven in het artikel Koninklijke Nederlandse Papierfabriek. In 1995-1996, net voordat KNP in 1997 in handen kwam van Sappi, is de papierfabriek geheel vernieuwd door de invoering van twee nieuwe geavanceerde papierproductielijnen, waarmee Maastricht de eerste fabriek van houtvrij gecoat papier in Europa werd. Sappi Maastricht telt ongeveer 500 medewerkers en heeft een eigen warmte-krachtcentrale, die ook stroom levert aan een groot deel van Maastricht en restwarmte voor stadsverwarming. In december 2021 maakte Sappi bekend de papierfabriek te gaan verkopen. In april 2023 werd duidelijk dat de verkoop aan investeringsgroep Aurelius toch niet is doorgegaan.

#### Fabriek Lanaken
De in 2024 gesloten fabriek in Lanaken was de enige Europese fabriek van Sappi die zowel pulp als gecoat papier maakte. Ook de fabriek kampte sinds 2012 met problemen en in tien jaar tijd halveerde het personeelsbestand van ca. 1000 naar ca. 500 medewerkers. In 2011 maakte de fabriek in Lanaken nog plannen voor een nieuwe waterkrachtcentrale, maar een jaar later werd de geplande investering van 32 miljoen euro afgeblazen. In 2014 werd de productie van de Sappi-fabriek in Nijmegen gedeeltelijk naar Lanaken overgeplaatst. De gemeente Lanaken zegde de fabriek in 2014 een belastingkorting van 850.000 euro toe voor de periode 2014-2018, teneinde het risico van sluiting te verkleinen.
In oktober 2023 werd de sluiting van de fabriek in Lanaken aangekondigd en in december stopte de papierproductie. De locatie werd begin 2024 gesloten, waarna het 25 hectare grote terrein, met een kade aan het Albertkanaal, in de verkoop is gegaan. In juli 2024 maakte de Nederlandse vastgoedgroep UTB bekend de fabriek te willen kopen voor 50 miljoen euro. De verkoop moet nog dit jaar worden afgerond. UTB Group is gespecialiseerd in de aankoop van industrieel vastgoed en kijkt naar mogelijkheden om op het fabrieksterrein nieuwe industriële activiteiten te ontplooien.
De goederenspoorlijn Maastricht - Lanaken werd in 2007-2011 met subsidie van de Europese Unie opgeknapt. Sappi had hiervoor gelobbyd en eraan meebetaald, maar de spoorlijn bleef zo goed als ongebruikt.

#### Fabriek Nijmegen

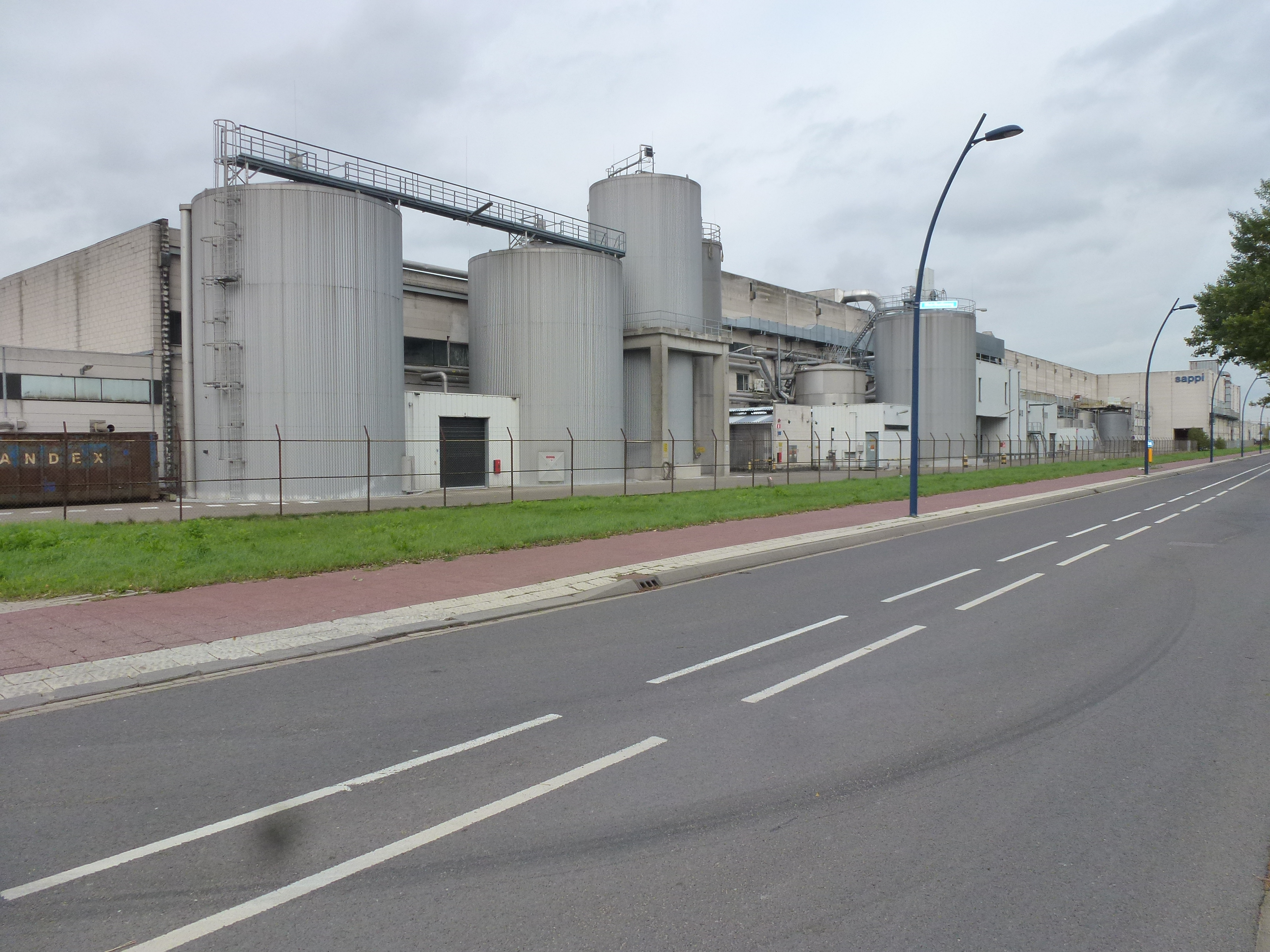
De (voormalige) Sappi papierfabriek aan de Ambachtsweg in Nijmegen (2013)

De voorloper van Sappi in Nijmegen, N.V. Papierfabriek Gelderland is opgericht in 1908 en werd in 1963 door fusie Gelderland Tielens Papierfabrieken N.V.. In 1972 werd dat KNP Nijmegen bij de overname door KNP Koninklijke Nederlandse Papierfabrieken). In 1997 kwam de fabriek in handen van Sappi. Er werd op jaarbasis zo’n 240.000 ton hoogwaardig houtvrij, tweezijdig, gestreken papier geproduceerd. Dit glossy papier werd gebruikt voor het drukken van magazines, catalogi, brochures en dergelijke. Eind september 2013 maakte Sappi bekend dat ze haar papierfabriek in Nijmegen wilde sluiten. Deze vestiging telde toen 192 medewerkers.
In juni 2014 verkocht Sappi de fabriek aan een dochterbedrijf van American Industrial Acquisition Corporation (AIAC). Het bedrijf heette voortaan Nijmegen mill, Innovio Papers. Bij de verkoop werd bedongen dat Innovio Papers zou stoppen met het maken van grafisch gestreken papier, daarom produceerde het enkel nog pakpapier en speciaal papier. AIAC kreeg van Sappi 19 miljoen euro mee, dat anders besteed werd aan een sociaal plan voor de 150 werknemers. Een jaar later, op 11 augustus 2015, werd Innovio Papers failliet verklaard met een schuld van 17 miljoen euro. Een doorstart was geen optie. De curator heeft vermoedens van onbehoorlijk bestuur, maar de bestuurders van AIAC bevinden zich in het buitenland en reageren niet op verzoeken om informatie.